# Şebnem Ferah
Şebnem Ferah (ur. 12 kwietnia 1972 w Yalova) – turecka piosenkarka rockowa i autorka tekstów. W swoim dorobku ma utwory zarówno akustycznorockowe jak i hardrockowe.
Do 1997 działała w rockowym zespole Volvox, z którego odeszła poświęcając się karierze solowej. Od tego czasu zdobywa coraz większą popularność, a jej piosenki uczestniczą często w konkursach różnych telewizyjnych i radiowych stacji muzycznych (Can Kırıkları 2005 KRAL).

## Życiorys i twórczość
Şebnem Ferah urodziła się w Yalova, w prowincji Yalova w północno-zachodniej Turcji niedaleko Stambułu. Od dziecka pobierała lekcje śpiewu od swojego ojca - nauczyciela muzyki który grał głównie folk pochodzący od ludów Tracji i Bałkanów południowych, które długo pozostawały Rzymską prowincją noszącą nazwę Rumelii. Ojciec Şebnem grał na tureckich instrumentach ludowych i na pianinie.
Swoją pierwszą gitarę otrzymała będąc w pierwszej klasie szkoły w Bursie, w drugiej klasie wynajęła studio i powołała do życia swoją pierwszą grupę "Pegasus", która zagrała na festiwalu rockowym w Bursie w 1987 roku, niedługo po tym festiwalu grupa została rozwiązana. W 1988 wraz z czterema koleżankami założyła "Volvox". Nazwa zespołu wywodziła się od toczka (łac. Volvox), będącego odmianą glona jednokomórkowego, zielenicy.
Po skończeniu szkoły średniej kontynuowała naukę na fakultecie z ekonomii na Politechnice Bliskiego Wschodu i przeniosła się z siostrą do Ankary. Na studiach poznała Özlem Tekin, która współtworzyła zespół muzyczny "The Bad". Choć klimaty Özlem Tekin (house punk)  były nieco inne niż Şebnem (rock), Özlem weszła w skład "Volvoxu".
"Volvox" w pierwszych miesiącach ogłoszenia swego istnienia, od ponad półtora roku nie przedsięwziął żadnej praktyki gdyż poza Şebnem i Özlem reszta zespołu pozostali w Stambule. Na drugim roku ekonomii Şebnem rozmyśliła się i porzuciła fakultet, powróciła do Stambułu.
Przez dwa lata kontynuowała naukę na Uniwersytecie Stanbulskim w klasie anglojęzycznej o kierunku literatura angielska aż do 1994.
Zmiana w charakterze muzycznym "Volvoxu" nastąpiła gdy jedno z nagrań ukazało się w Tureckiej telewizji i radiu. Została dostrzeżona przez Sezen Aksu i Onno Tunç. Wkrótce stała się jedną z najbardziej cenionych wokalistek Sezen Aksu - królowej tureckiego popu. 
Swój pierwszy album solowy Kadιn (kobieta), Şebnem wydała w 1996 roku. Ostatnim oficjalnym albumem jest Parmak İzi (odcisk palca) wydany 12 kwietnia 2018.
Okazjonalnie Şebnem śpiewa z innymi wokalistami tworzącymi rock lub muzykę z pogranicza rocku i rodzimego folku. Jeden ze swoich singli – "Perdeler" nagrała wraz z fińską grupą Apocalyptica.

## Dyskografia
- Kadın (1996)
- Artık Kısa Cümleler Kuruyorum (1999)
- Perdeler (2001)
- Kelimeler Yetse (2003)
- Can Kırıkları (2005)
- 10 Mart 2007 İstanbul Konseri (2007)
- Benim Adım Orman (2009)
- Od (2013)
- Parmak İzi (2018)